# Seini
Seini is een stad (oraș) in het Roemeense district Maramureș. De stad telt 9439 inwoners (2002).